# Автономне вантажне судно

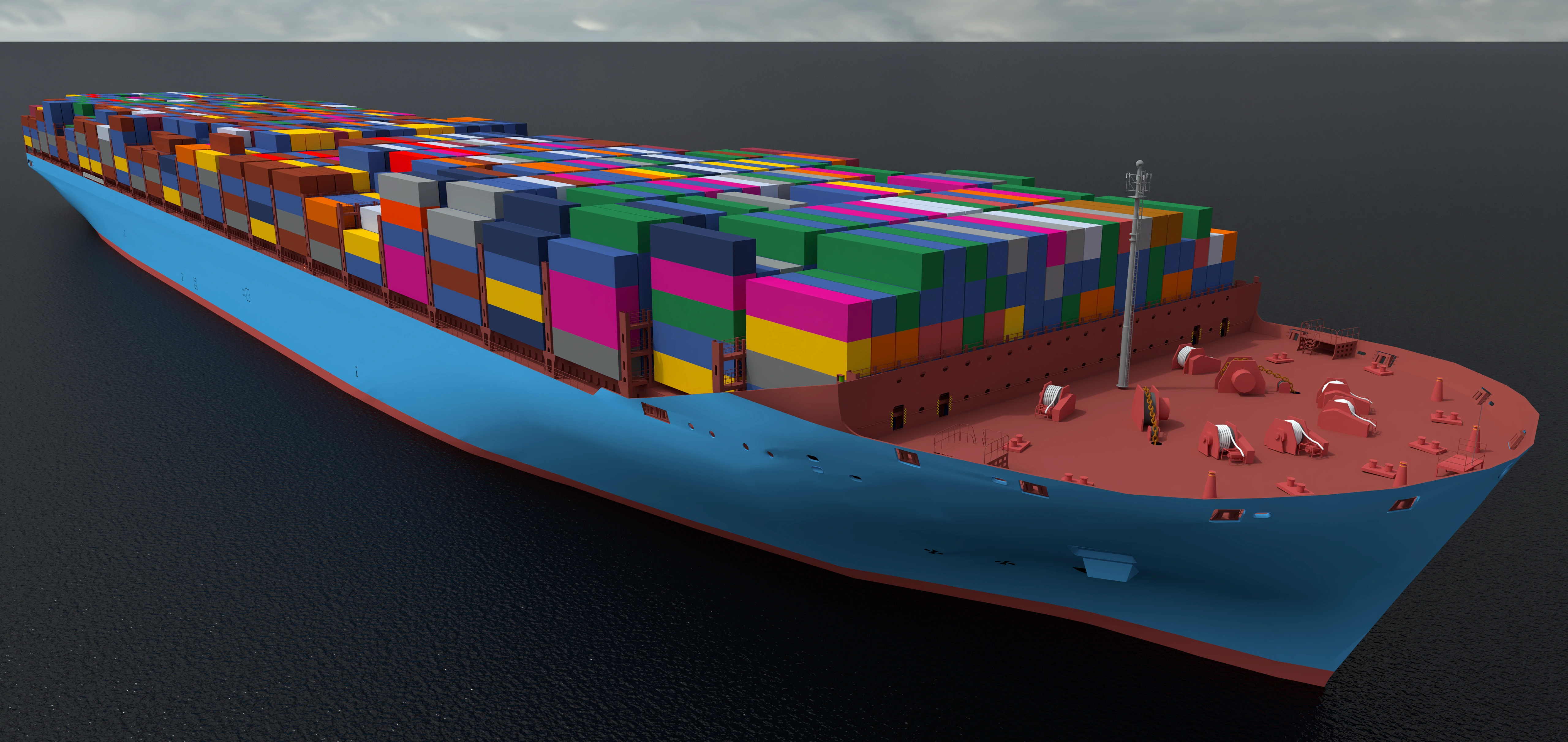
3D-проект автономного контейнеровоза без надбудови та димових труб

Автономні вантажні судна, також відомі як автономні контейнеровози або морські автономні надводні кораблі ( англ. maritime autonomous surface ship, MASS ), — це безекіпажні судна, які перевозять контейнери або насипні вантажі судноплавними водами з частковою або повною автономністю. Різні методи та рівні автономії можуть бути досягнуті за допомогою моніторингу та дистанційного керування з сусіднього пілотованого судна, берегового центру управління або за допомогою штучного інтелекту та машинного навчання, дозволяючи судну самостійно вирішувати порядок дій.  
Станом на 2019 рік розроблялося кілька проектів автономних вантажних суден, одним з яких є будівництво MV Yara Birkeland, випробування якого спочатку планувалося розпочати у 2019 році, а введення в експлуатацію — у 2020 році.  У Росії група компаній під егідою Галузевої асоціації MARINET ініціювала Дослідницький проект автономної та дистанційної навігації . В рамках проекту три існуючі судна були оснащені для дистанційного керування та можливості роботи в дистанційному режимі під час виконання своїх фактичних комерційних рейсів. Судноплавні фірми, що працюють у районі Великих озер, також активно розробляють цю технологію у партнерстві з різними морськими технологічними фірмами. 
Станом на 2020 рік Японія повідомила ІМО про перше випробування MASS Iris Leader, спеціалізованого ролкера.  Франція повідомила про випробування "VN REBEL",  80-метрового торгового судна, що базується в гавані Тулона та дистанційно керується з Політехнічної школи в Паризькому регіоні. Китай повідомив про випробування, проведені з судном Jin Dou Yun 0 Hao , 12,9-метровим судном, яке керувалося за допомогою автоматичної навігаційної технології та дистанційного керування, а також мало електричну енергетичну установку. 
У 2021 році російські компанії провели випробування автономних навігаційних систем під час 28 комерційних рейсів. Завдяки досягнутим багатообіцяючим результатам, морська влада Росії дозволила будь-якій судноплавній компанії обладнати свої судна, що плавають під прапором Росії, автономними навігаційними системами та експлуатувати їх у своїй звичайній діяльності в рамках національного експерименту, за певних умов.
Деякі фахівці судноплавної галузі вважають автономні вантажні судна логічним наступним етапом розвитку морських перевезень. Це пов’язано із загальною тенденцією до автоматизації операцій на суднах та скорочення кількості екіпажу. У 2016 році Оскар Левандер, віце-президент Rolls-Royce з морських інновацій, заявив: «Це відбувається. Питання не в тому, чи станеться це, а в тому, коли. Технології, необхідні для того, щоб зробити дистанційно керовані та автономні судна реальністю, існують... Ми побачимо дистанційно кероване судно в комерційному використанні до кінця десятиліття». 
Інші залишаються більш скептично налаштованими, як-от генеральний директор найбільшої судноплавної компанії світу Серен Скоу з Maersk, який зазначив, що не бачить переваг у знятті з суден вже скорочених екіпажів, додавши: «Я не очікую, що нам дозволять плавати на 400-метрових контейнеровозах вагою 200 000 тонн без людей на борту […] Я не думаю, що це буде рушійною силою ефективності, не за мого часу».   Проблеми регулювання, безпеки, права та безпеки вважаються найбільшими перешкодами на шляху до реалізації автономних вантажних суден. 

## Визначення
Комітет з морської безпеки Міжнародної морської організації (ІМО) запропонував попереднє визначення автономних суден як морських автономних надводних суден (англ. maritime autonomous surface ships, MASS), яке визначає рівні автономності, за яких судно здатне діяти незалежно від участі людини: 
- Перший рівень: Судно з автоматизованими процесами та підтримкою рішень: екіпаж перебуває на борту, щоб керувати судновими системами та функціоналом та контролювати їх. Деякі операції можуть бути автоматизованими, періодично відбуватись без нагляду, але екіпаж на борту готовий взяти їх під контроль.
- Другий рівень: Дистанційно кероване судно з екіпажем на борту: судно керується та експлуатується з іншої локації. На борту перебуває екіпаж, готовий взяти керування на себе та забезпечити роботу бортових систем і функцій.
- Третій рівень: Дистанційно кероване судно без персоналу на борту: судно управляється та експлуатується з іншої локації. Екіпаж на борту відсутній.
- Четвертий рівень: Повністю автономне судно: операційна система судна здатна самостійно приймати рішення та визначати дії.

## Концепції
Дослідники з Університету Тромсе запропонували альтернативні підходи до організації напівавтономного та повністю автономного плавання. 
Система «Головний-Підлеглий» передбачає, що одне пілотоване «головне» судно використовується для координації та контролю групи непілотованих автономних «підлеглих» суден, що слідують за ним. Персонал із традиційною морехідною підготовкою, інженерною освітою та підготовкою в галузі інформаційно-комунікаційних технологій (ІКТ) має бути присутнім для реагування на раптові події, такі як збій зв’язку, пожежа або пошуково-рятувальна операція. Система "Captain on Land" передбачає судна, для яких моніторинг і керування здійснюється навченою береговою командою з центру управління. Аудіовізуальні технології надають екіпажу орієнтацію в навігаційній ситуації довкола судна. Це дозволяє судну бути повністю автономним у районах з низькою інтенсивністю судноплавства, але керуватися з центру управління в районах з високою інтенсивністю, таких як Суецький канал або Малаккська протока. Повністю автономне функціонування дозволяє судну здійснювати навігацію без будь-якого втручання людини, збираючи інформацію та дані з навколишнього середовища та приймаючи рішення на їх основі. Воно також може надсилати та отримувати навігаційні та позиційні дані від інших автономних суден, подібно до системи запобігання зіткненням у повітрі, що дозволяє за потреби вживати безпекових заходів. 
Галузева асоціація MARINET (Росія) запровадила підхід, заснований на принципі повної функціональної відповідності. Цей принцип передбачає, що функції, передбачені чинними морськими нормативними актами для екіпажу на борту, повинні повністю виконуватися автоматично та за допомогою дистанційного керування. Це дозволяє поступову автоматизацію судна, автоматизуючи функції одну за одною та в повному обсязі. 

## Технології
Автономні судна досягають автономії завдяки використанню технологій, аналогічних тим, що використовуються в автономних автомобілях та автопілотах. Сенсори забезпечують дані за допомогою інфрачервоних та візуальних спектральних камер, доповнених радаром, сонаром, лідаром, GPS та AIS, які здатні постачати дані для навігаційного використання. Інші дані, такі як метеорологічні дані та дані глибоководної навігації та систем руху з берегових точок, допоможуть судну прокласти безпечний курс. Потім дані оброблятимуться системами штучного інтелекту або на борту самого судна, або на береговій локації, пропонуючи оптимальний маршрут і схему прийняття рішень. 
Дані з перелічених вище датчиків обробляються кількома системами, а саме: автономною навігаційною системою, системою оптичного спостереження та аналізу, системою координованого керування рухом, системами керування двигуном, системами технічного моніторингу та інтерфейсами з боку людини (станцією дистанційного керування та бортовими інтерфейсами).